# 어 빅 볼드 뷰티풀 저니
《어 빅 볼드 뷰티풀 저니》(영어: A Big Bold Beautiful Journey)는 2025년 개봉 예정인 미국의 드라마 영화로, 코고나다가 감독을 맡았다.

## 출연진
- 마고 로비 - 세라
- 콜린 패럴 - 데이비드
- 릴리 레이브
- 조디 터너스미스
- 피비 월러브리지
- 루시 토머스
- 빌리 매그너슨
- 세라 개던
- 브랜던 페레아
- 유비 헥트
- 해미시 링클레이터
- 캘러핸 스코그먼
- 클로이 이스트
- 재클린 노백
- 제니퍼 그랜트